# Шаста (персонаж)
Шаста (англ. Shasta, позднее Кор Орландский, англ. Cor of Archenland) — персонаж «Хроник Нарнии». Он является главным действующим лицом в книге «Конь и его мальчик», пятой по времени издания и третьей по хронологии. Он также на короткое время появится в конце «Последней битвы», в седьмой и последней книге в серии.
Старший сын и наследник короля Лума Орландского. После смерти отца стал королём Орландии.

## Биография

### Раннее детство
Кор и его брат близнец Корин родились у короля Лума в Орландии. Кор, родившийся на двадцать минут раньше брата, должен был унаследовать трон отца. Младенцем его отнесли к кентавру-пророку, который предсказал, что однажды мальчику предстоит спасти Орландию от великой опасности. Канцлер короля лорд Бар не желал этого. Он украл Кора и бежал с ним морем из страны. Когда королевские корабли настигли его, лорд Бар спустил в лодку Кора и одного рыцаря и пустил их в море. Рыцарь со временем умер от голода и жажды, но Аслан своим дыханием пригнал лодку к тархистанскому берегу, где бедный рыбак Аршиш нашел её и взял ребёнка себе, назвав его Шастой. Шаста вырос у Аршиша в доме, он делал всю работу по дому, а самого рыбака называл отцом.

### Возвращение в Орландию
Шасте несладко жилось в доме Аршиша. Рыбак мог накричать или избить мальчика, если был не в духе, что случалось очень часто. Если в доме бывали гости, Аршиш ставил на стол всё лучшее, а Шасте доставались объедки и он ночевал в стойле с ослом. По словам мальчика, он несколько раз пробовал есть траву, чтобы не остаться голодным, но она ему не понравилась.
Однажды к дому рыбака подъехал тархан и захотел купить мальчика. Пока Аршиш и тархан торговались, Шаста подошёл к коню тархана и обнаружил, что конь умеет разговаривать. Конь Игого рассказал ему о Нарнии и убедил бежать с ним туда, поскольку тархан обмолвился, что, судя по внешнему виду, Шаста – явно уроженец Севера. Мальчик согласился на побег. По пути, спасаясь от льва, беглецы познакомились со знатной девочкой Аравитой и её говорящей лошадью Уинни, которые тоже держали путь в Нарнию.
Вместе путники добрались до Ташбаана, тархистанской столицы. Нарнийский король Эдмунд, бывший в то время в городе, увидел Шасту, но спутал его с орландским принцем Корином и забрал во дворец. Там Шаста находился, пока не вернулся настоящий Корин и Шаста не смог сбежать прочь из города. За день, проведенный во дворце, он узнал от нарнийцев, что они прибыли в столицу из-за сватовства царевича Рабадаша, известного своим нетерпеливым и вспыльчивым характером, к королеве Сьюзен и что он не намерен терпеть отказа, а потому они легко могут стать пленниками. Мистер Тумнус предлагает план побега под прикрытием бала на корабле, где Сьюзен якобы должна дать окончательный ответ. Во время обсуждения плана Шаста слышит от говорящего Ворона о пути через пустыню до перевала, ведущего в Орландию. Соединившись со своими друзьями и рассказав о плане тархистанского царевича напасть на Орландию, он преодолел Великую пустыню и доехал до гор. Там путников стал настигать отряд Рабадаша. Друзья бросились к стоящему невдалеке дому Отшельника. Увидев, что за Аравитой гонится огромный лев, Шаста спрыгнул с Игого и кинулся ей на помощь, но лев, нанеся девочке пару ударов, удалился. Беглецы успели укрыться в доме Отшельника, где тот указал Шасте путь к королю Луну.
Оставив друзей у Отшельника, Шаста в одиночку побежал дальше, нашел в лесу короля и сообщил ему о готовящемся нападении. Потом он отстал от свиты короля Луна, свернул в другую сторону и долго ехал в тумане, разговаривая с Асланом, который рассказал ему, как всё время помогал ему в пути. Это он испугал лошадей в начале путешествия, чтобы Шаста встретился с Аравитой. Это он, приняв облик кота, грел и успокаивал Шасту, пока тот ждал своих друзей за городом, среди усыпальниц древних королей. Это он, уже в виде Льва, отгонял от мальчика шакалов ночью в пустыне. И, наконец, когда Шаста заблудился и отстал от свиты в тумане, Аслан шел между ним и пропастью всю ночь. За это время Шаста преодолел перевал и попал в Нарнию, отправил в Кэр-Паравел гонцом оленя Черво предупредить королей и королев о нападении Рабадаша, а сам смог наконец-то отдохнуть в домике у гномов. Затем он присоединился к нарнийскому войску, спешащему на помощь королю Луну, и принял участие в битве за Анвард, столицу Орландии.
После боя король Лум объявил, что его сын нашёлся. Кор, узнавший теперь своё настоящее имя, вернулся за своими друзьями. Он предложил Аравите жить во дворце его отца, и она согласилась.

Позже он стал королём, женился на Аравите и долго и мирно правил Орландией, как и его сын Рам Великий.

## Личность
Из-за того, что Шаста вырос в Тархистане, жестокой стране, опирающейся на рабовладельческие отношения и беспрекословное подчинение старшим, он не получил хорошего воспитания и научился не доверять взрослым. Он чувствовал себя неуютно во время светской беседы Игого и Аравиты и не мог поддержать разговор так, как они. Когда его спутали с Корином и хотели забрать в Нарнию, он даже пожелал, чтобы настоящий Корин не нашелся. Шаста не лишен страха, но этот страх не помешал ему выполнить его предназначение и спасти Орландию. Несмотря на все свои недостатки, Шаста обладал неким глубинным чувством того, что правильно, как и многие положительные герои серии. Он бросился на помощь Аравите чуть ли не в лапы льва и безоговорочно продолжил поиски короля Лума пешком, оставив лошадей у Отшельника. Мальчик не хотел отнимать у Корина трон и становиться королем, но ему пришлось наследовать трон по праву старшего.